# Distenia peninsularis
Distenia peninsularis là một loài bọ cánh cứng trong họ Cerambycidae.